# Mongolia en los Juegos Olímpicos de Londres 2012
Mongolia estuvo representada en los Juegos Olímpicos de Londres 2012 por un total de 29 deportistas, 16 hombres y 13 mujeres, que compitieron en 7 deportes.
El portador de la bandera en la ceremonia de apertura fue el atleta Bat-Ochiryn Ser-Od.

## Medallistas
El equipo olímpico mongol obtuvo las siguientes medallas:
| Nombre                     | Deporte     | Competición |
| -------------------------- | ----------- | ----------- |
| Oro                        |             |             |
| —                          |             |             |
| Plata                      |             |             |
| Nyambayaryn Tögstsogt      | Boxeo       | 52 kg M     |
| Naidanguiin Tüvshinbayar   | Yudo        | –100 kg M   |
| Bronce                     |             |             |
| Uranchimeguiin Mönj-Erdene | Boxeo       | 64 kg M     |
| Soronzonboldyn Battsetseg  | Lucha libre | 63 kg F     |
| Sainzhargalyn Niam-Ochir   | Yudo        | –73 kg M    |